# Diócesis de Pinsk
La diócesis de Pinsk (en latín: Dioecesis Pinskensis Latinorum y en bielorruso: Пінская дыяцэзія) es una circunscripción eclesiástica de la Iglesia católica en Bielorrusia. Se trata de una diócesis latina, sufragánea de la arquidiócesis de Minsk-Maguilov. Desde el 3 de mayo de 2012 su obispo es Antoni Dziemianko.

## Territorio y organización

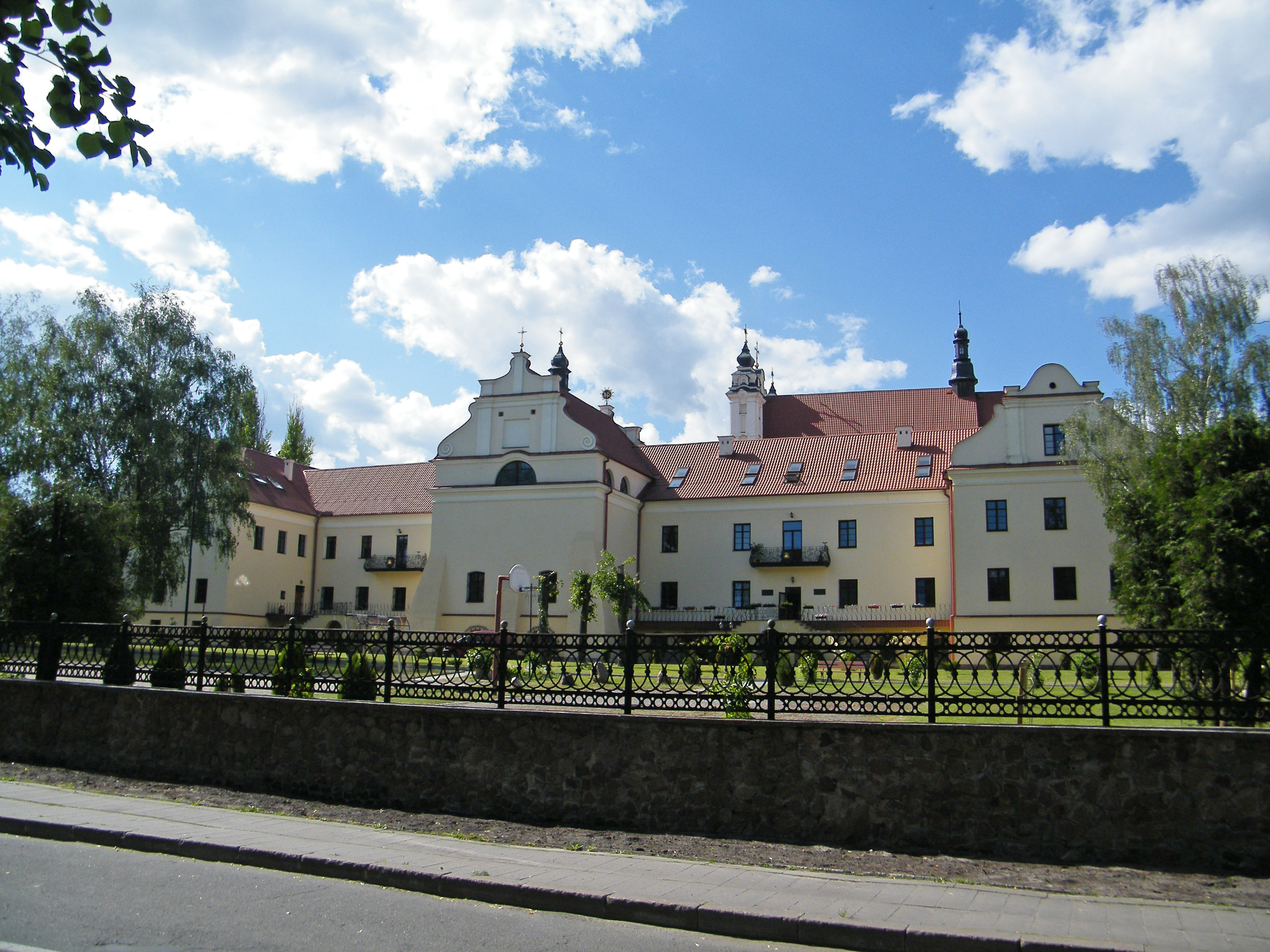
Seminario episcopal Santo Tomás de Aquino en Pinsk

La diócesis tiene 72 700 km² y extiende su jurisdicción sobre los fieles católicos de rito latino residentes en las óblast de Brest y Gómel.
La sede de la diócesis se encuentra en la ciudad de Pinsk, en donde se halla la Catedral basílica de la Asunción de la Virgen María. 
En 2023 en la diócesis existían 88 parroquias agrupadas en 7 decanatos: Baranavichy, Brest, Gómel, Lyakhavichy, Mozyr, Pinsk y Pruzhany.

## Historia
El primer intento de establecer una diócesis con su centro en Pinsk fue realizado en 1794 por el arzobispo de Mogilev Stanislav Bogush-Sestrantsevich después de la segunda y tercera particiones de Polonia, por orden de la emperatriz Catalina II de Rusia. Sin embargo, en 1798 el nuncio apostólico en Rusia, Lorenzo Litta, abolió la diócesis creada fuera de los cánones. En el mismo año, sobre la base de la bula y el decreto imperial, se erigió la diócesis de Minsk, que incluía el territorio de la liquidada diócesis de Pinsk.
En 1917 se restauró la diócesis de Minsk, pero a principios de la década de 1920 su obispo Sigmund Lozinski se vio obligado a abandonar Minsk y buscar una nueva residencia en Pinsk dentro de Polonia. Después del fracaso de la República Popular Bielorrusa y la guerra polaco-soviética de 1920, Pinsk se unió a la Segunda República de Polonia entre 1920 y 1939. 
Tras la Paz de Riga del 18 de marzo de 1921, la diócesis de Minsk quedó dividida territorialmente en dos estados: 55 parroquias en territorio soviético y 53 parroquias en Polonia.
Después de largas negociaciones, planes y discusiones, la Santa Sede tomó sus decisiones. El 28 de octubre de 1925, mediante la bula Vixdum Poloniae unitas, el papa Pío XI decidió erigir la diócesis de Pinsk, que constaba de 9 decanatos y 53 parroquias de la diócesis de Minsk, a los que se añadieron 6 decanatos y 67 parroquias de la diócesis de Vilna. Esta última sede, en compensación, fue elevada al rango de sede metropolitana, y tuvo dos sufragáneas, Pinsk y Łomża.
En 1926, después de la primera reorganización del territorio por parte del nuevo obispo Zygmunt Łoziński, la diócesis incluía 15 decanatos, 123 parroquias, 20 parroquias filiales y 119 capillas y oratorios. Allí trabajaban 154 sacerdotes diocesanos, 8 sacerdotes religiosos y 5 sacerdotes jubilados. En la diócesis vivían aproximadamente 286 000 católicos.
En Pinsk se abrió un seminario mayor y en Nowogródek funcionó un seminario menor. Mediante la bula Apostolicae Sedis, el 15 de agosto de 1926 Pío XI instituyó el cabildo catedralicio formado por 12 canónigos.
La diócesis existió hasta 1939, cuando fue suprimida de hecho, ya que, pocas semanas después del inicio de la Segunda Guerra Mundial en 1939 la ciudad fue anexada por la Unión Soviética y unida a la República Socialista Soviética de Bielorrusia. Durante la guerra Pinsk fue ocupada por la Alemania nazi desde el 4 de julio de 1941 a 14 de julio de 1944 y la diócesis de Pinsk sufrió pérdidas significativas. Después de la guerra, en 1944, el padre Kazimierz Świątek fue arrestado por actividades antisoviéticas, sentenciado en 1945 a diez años de trabajos forzados en Siberia y enviado al gulag. La catedral de Pinsk ya no tuvo un sacerdote para servir la misa desde 1945 hasta el regreso del padre Świątek, quien fue liberado el 16 de junio de 1954. Con la muerte del obispo Kazimierz Bukraba, la diócesis permaneció vacante durante más de 50 años y fue administrada por vicarios del capítulo. Durante el período soviético operó un seminario clandestino, que permitió la ordenación secreta de una docena de sacerdotes.  Durante el período soviético funcionó un seminario clandestino que permitió la ordenación secreta de una decena de sacerdotes.
Desde 1950 el área de la diócesis de Pinsk que quedó dentro de las fronteras de la República Popular de Polonia fue administrada por un administrador apostólico con residencia en Drohiczyn. Debido a la difícil situación política, los administradores apostólicos evitaron el nombre diócesis de Pinsk y utilizaron el término diócesis en Drohiczyn en el río Bug.
Con el fin del régimen soviético se reanudaron todas las actividades diocesanas.
El 13 de abril de 1991, mediante la bula Quia ob rerum del papa Juan Pablo II, sufrió variaciones territoriales y se convirtió en sufragánea de la arquidiócesis de Minsk-Maguilov, siéndolo hasta entonces de Vilna.
El 5 de junio de 1991 cedió la parte de su territorio que había estado en Polonia desde el final de la Segunda Guerra Mundial, para la erección de la diócesis de Drohiczyn.

## Estadísticas
Según el Anuario Pontificio 2024 la diócesis tenía a fines de 2023 un total de 54 140 fieles bautizados.
| Año                                                                             | Población            | Población | Población      | Sacerdotes | Sacerdotes    | Sacerdotes    | Bautizados por sacerdote | Diáconos permanentes | Religiosos | Religiosos | Parroquias |
| Año                                                                             | Bautizados católicos | Total     | % de católicos | Total      | Clero secular | Clero regular | Bautizados por sacerdote | Diáconos permanentes | Varones    | Mujeres    | Parroquias |
| ------------------------------------------------------------------------------- | -------------------- | --------- | -------------- | ---------- | ------------- | ------------- | ------------------------ | -------------------- | ---------- | ---------- | ---------- |
| 1950                                                                            | 319 603              | ?         | ?              | 153        | 153           |               | 2088                     |                      |            | 35         | 133        |
| 1970                                                                            | 88 000               | 174 000   | 50.6           | 81         | 80            | 1             | 1086                     |                      | 1          | 49         | 35         |
| 1999                                                                            | 50 000               | 3 100 000 | 1.6            | 33         | 13            | 20            | 1515                     |                      | 13         | 27         | 64         |
| 2000                                                                            | 50 000               | 3 100 000 | 1.6            | 33         | 13            | 20            | 1515                     |                      | 31         | 43         | 60         |
| 2001                                                                            | 50 000               | 3 100 000 | 1.6            | 33         | 14            | 19            | 1515                     |                      | 31         | 52         | 60         |
| 2002                                                                            | 50 000               | 3 100 000 | 1.6            | 40         | 17            | 23            | 1250                     |                      | 35         | 53         | 60         |
| 2003                                                                            | 50 000               | 3 100 000 | 1.6            | 40         | 17            | 23            | 1250                     |                      | 37         | 43         | 60         |
| 2004                                                                            | 50 000               | 3 100 000 | 1.6            | 43         | 19            | 24            | 1162                     |                      | 41         | 47         | 60         |
| 2013                                                                            | 50 000               | 3 110 000 | 1.6            | 52         | 29            | 23            | 961                      |                      | 31         | 46         | 76         |
| 2016                                                                            | 42 100               | 3 108 000 | 1.4            | 50         | 31            | 19            | 842                      |                      | 23         | 51         | 81         |
| 2019                                                                            | 52 000               | 2 800 000 | 1.9            | 49         | 32            | 17            | 1061                     |                      | 24         | 42         | 85         |
| 2021                                                                            | 50 825               | 2 780 000 | 1.8            | 52         | 36            | 16            | 977                      |                      | 26         | 36         | 87         |
| 2023                                                                            | 54 140               | 2 716 430 | 2.0            | 53         | 34            | 19            | 1021                     |                      | 24         | 36         | 88         |
| Fuente: Catholic-Hierarchy, que a su vez toma los datos del Anuario Pontificio. |                      |           |                |            |               |               |                          |                      |            |            |            |

## Episcopologio
- Zygmunt Łoziński † (28 de octubre de 1925-26 de marzo de 1932 falleció)
- Kazimierz Bukraba † (10 de julio de 1932-6 de mayo de 1946 falleció)
  - Sede vacante (1946-2012)
  - Wladyslaw Jedruszuk † (16 de febrero de 1967-13 de abril de 1991) (administrador apostólico)
  - Kazimierz Świątek † (13 de abril de 1991-30 de junio de 2011) (administrador apostólico)
  - Tadeusz Kondrusiewicz (30 de junio de 2011-3 de mayo de 2012) (administrador apostólico)
- Antoni Dziemianko, desde el 3 de mayo de 2012